# Ostronört
Ostronört (Mertensia maritima) är en växtart i familjen strävbladiga växter.